# Glavica, Paraćin
Glavica (izvirno srbsko Главица) je naselje v Srbiji, ki upravno spada pod Občino Paraćin; slednja pa je del Pomoravskega upravnega okraja.

## Demografija
V naselju živi 922 polnoletnih prebivalcev, pri čemer je njihova povprečna starost 42,0 let (41,4 pri moških in 42,6 pri ženskah). Naselje ima 330 gospodinjstev, pri čemer je povprečno število članov na gospodinjstvo 3,44.
To naselje je, glede na rezultate popisa iz leta 2002, večinoma srbsko.
|  |

| Demografija | Demografija     | Demografija     |
| Leto        | Št. prebivalcev | Št. prebivalcev |
| ----------- | --------------- | --------------- |
|             |                 |                 |
|             |                 |                 |
|             |                 |                 |
|             |                 |                 |
| 1948        | 989             |                 |
| 1953        | 990             |                 |
| 1961        | 1083            |                 |
| 1971        | 1113            |                 |
| 1981        | 1087            |                 |
| 1991        | 1174            | 1124            |
| 2002        | 1185            | 1134            |
|             |                 |                 |

| Etnična sestava po popisu iz leta 2002 | Etnična sestava po popisu iz leta 2002 | Etnična sestava po popisu iz leta 2002 | Etnična sestava po popisu iz leta 2002 | Etnična sestava po popisu iz leta 2002 |
| -------------------------------------- | -------------------------------------- | -------------------------------------- | -------------------------------------- | -------------------------------------- |
| Srbi                                   | Srbi                                   |                                        | 1.119                                  | 98,67%                                 |
| Hrvati                                 | Hrvati                                 |                                        | 3                                      | 0,26%                                  |
| Črnogorci                              | Črnogorci                              |                                        | 1                                      | 0,08%                                  |
| Slovenci                               | Slovenci                               |                                        | 1                                      | 0,08%                                  |
| Makedonci                              | Makedonci                              |                                        | 1                                      | 0,08%                                  |
| Neznano                                | Neznano                                |                                        | 8                                      | 0,70%                                  |